# Acacia tindaleae
Acacia tindaleae är en ärtväxtart som beskrevs av Leslie Pedley. Acacia tindaleae ingår i släktet akacior, och familjen ärtväxter. Inga underarter finns listade i Catalogue of Life.